# 我的真心獻給你
《我的真心獻給你》是香港歌手黎明的國語錄音室專輯，全碟收錄10首國語歌曲，由林明陽、陳永明監製，專輯於1994年11月由唱片公司寶麗金在台灣首次發行。

## 製作
此專輯的封面以黎明和馬匹合照為主題，黎明表示他的生肖屬馬，星座屬人馬座，當時踏入演藝圈已經9年，即將邁向第10年，唱片公司因此要求他跟馬匹合照，寓意多加幾匹馬來鞭策他。專輯的同名主打歌曲〈我的真心獻給你〉音樂短片在香港西貢的沙灘和樹林拍攝，並以造雪機製造下雪景象。

## 曲目列表
| CD       | CD             | CD       | CD                             | CD       | CD                           | CD    |
| 曲序     | 曲目           |          | 作曲                           | 编曲     | 备注                         | 时长  |
| -------- | -------------- | -------- | ------------------------------ | -------- | ---------------------------- | ----- |
| 1.       | 我的真心獻給你 | 丁曉雯   | 徐嘉良                         | 屠穎     |                              | 3:55  |
| 2.       | 火一樣的愛     | 何啟弘   | Masato Ishida                  | Nonstop  | 歌曲〈火舞艷陽〉國語版       | 4:23  |
| 3.       | 歸還           | 十一郎   | 李偉菘、古倩敏                 | 吳慶隆   |                              | 5:20  |
| 4.       | 舞在你的笑容裡 | 蕭雅智   | Tsugutoshi Goto、Yoshiko Miura | 盧東尼   | 歌曲〈夢中相擁〉國語版       | 4:25  |
| 5.       | 那有一天不想你 | 何啟弘   | 林慕德                         | 林慕德   | 歌曲〈那有一天不想你〉國語版 | 4:44  |
| 6.       | 時間情緣       | 謝明訓   | 徐嘉良                         | 王豫民   |                              | 5:05  |
| 7.       | 讓愛隨你走     | 十一郎   | 張宇                           | 屠穎     |                              | 4:25  |
| 8.       | 誰的眼神       | 謝明訓   | 高立碩                         | 屠穎     |                              | 4:40  |
| 9.       | 兩個人一顆心   | Michael  | 蘇淑洳                         | 蘇德華   |                              | 4:12  |
| 10.      | 陳舊的傷痛     | 林明陽   | 蔡議璋                         | 蘇德華   |                              | 4:32  |
| 总时长： | 总时长：       | 总时长： | 总时长：                       | 总时长： | 总时长：                     | 45:41 |

## 幕後製作人員
以下是《我的真心獻給你》的幕後製作人員名單：
- 結他：蘇德華（曲目1,4,5,8,9）、Jiro Takada（曲目2）、Eddie Marzuki（曲目3）、陳國平（曲目5）、江建民（曲目6,7）、劉志遠（曲目8）
- 低音結他：Keisuke Goto（曲目2）、林志宏（曲目4）
- 鼓：Tatsuya Suzuki（曲目2）、 陳偉強（曲目4）
- 鋼琴：吳慶隆（曲目3）
- 雙簧管：Joost Flach（曲目3）
- 敲擊樂：Melchior Sarreal（曲目9）
- 小提琴獨奏：李琪（曲目1）
- 電子樂器：屠穎（曲目1,7,8）、盧東尼（曲目4）、林慕德（曲目5）、王豫民（曲目6）、蘇德華（曲目9）
- 和音：謝文德（曲目1,6－10）、陳秀珠（曲目1,6－8,10）、馬玉芬（曲目1,6－8,10）、雷有曜（曲目2－5）、鄭鴻昌（曲目2－5）、陳美鳳（曲目2－5）、李小梅（曲目2－5）
- 混音：Lam Wing Cheung、林明陽
- 錄音：David Chow、Lam Wing Cheung、Sam Ho、Temple Ho、許財翁、黃偉峰
- 美術指導：Jackson Lee
- 設計：吳建羲、鄭絢仁
- 攝影：張文華[7]
- 項目經理：王曉璋
- 監製：林明陽、陳永明（曲目2－5）
- 經理人公司：百事活娛樂事業有限公司